# 拉諾卡港 (新澤西州)
拉諾卡港（英語：Lanoka Harbor）是位於美國新澤西州海洋縣的非建制地區。

## 歷史
拉諾卡港的郵局自1923年營運至今。

## 地理
拉諾卡港所處的海拔為高於海平面3米（即10英呎），而該地所採用的時區為UTC-5，即北美东部时区（EST）。同時該地設有夏令時間，為UTC-5調快一小時，即UTC-4（EDT）。